# Conde de San Isidro (Metro de Lima y Callao)
Conde de San Isidro es el nombre asignado a la decimoséptima futura estación de la línea 4 del Metro de Lima y Callao en Perú. La estación será construida de manera subterránea en el distrito de San Isidro. También será el decimoséptima futura estación de la línea 3 que será de subterránea.

## Descripción
Conde de San Isidro forma parte del primer tramo de la línea 4 que servirá como alimentador de la línea 2. Para evitar retrasos como lo ocurrido en la construcción de la línea 2, que originalmente tenía que haber entrado en funcionamiento parte de su recorrido en el 2020 pero que por retrasos fue aplazado hasta el 2024, el gobierno peruano construirá Conde de San Isidro así como el resto de la línea 3 y 4 como una obra pública en convenio con un gobierno extranjero.